# Ardross Souterrain

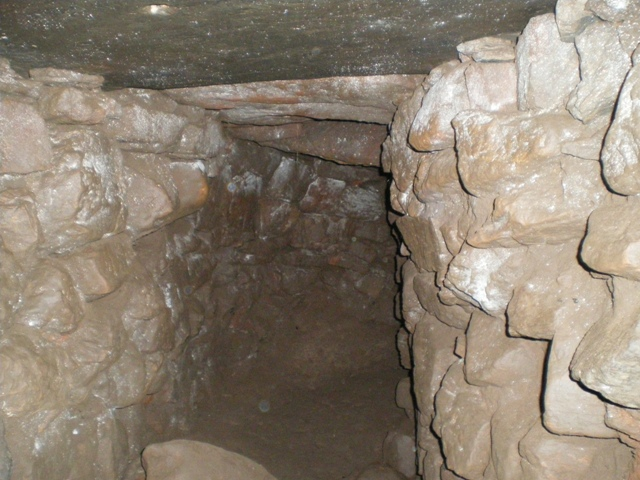
Ardross souterrain

Ardross Souterrain ist ein 1787 entdeckter und 1878 beschriebener vorgeschichtlicher unterirdischer Bau (Souterrain) in der Council Area Fife in Schottland und ist auf der OS-Karte als Souterrain markiert. Bei den Souterrains wird grundsätzlich zwischen „rock-cut“, „earth-cut“, „stone built“ und „mixed“ Souterrains unterschieden.
Das „stone built“ Souterrain liegt in einem Feld am Coalyard Hill, nördlich der A917, zwischen Elie und St Monans und ist ein typisches schottisches Souterrain, dessen oben einwärts geneigte Wände aus Trockenmauerwerk erstellt sind. Der mit großen Platten abgedeckte Bau liegt auf dem höchsten Punkt eines leichten Anstiegs und war möglicherweise mit einem oberirdischen Gebäude verbunden.
Geoffrey Wainwright (1937–2017) gab an, dass dieses Souterrain, obwohl in Fife gelegen, morphologisch keine Verbindungen zu Strukturen im südlichen Piktenland habe und von Kolonisten die von den nördlichen Inseln kamen gebaut worden sei.